# Pterocomma
Pterocomma är ett släkte av insekter som beskrevs av Buckton 1879. Pterocomma ingår i familjen långrörsbladlöss.

## Dottertaxa tillPterocomma, i alfabetisk ordning[1][2]
- Pterocomma alpinum
- Pterocomma anyangense
- Pterocomma atuberculatum
- Pterocomma baicalense
- Pterocomma bailangense
- Pterocomma beulahense
- Pterocomma bhutanense
- Pterocomma bicolor
- Pterocomma chaetosiphon
- Pterocomma groenlandicum
- Pterocomma henanense
- Pterocomma italica
- Pterocomma jacksoni
- Pterocomma kozhuchovae
- Pterocomma lhasapopuleum
- Pterocomma magnotuberculatum
- Pterocomma medium
- Pterocomma neimongolense
- Pterocomma pilosum
- Pterocomma populeum
- Pterocomma populifoliae
- Pterocomma pseudopopuleum
- Pterocomma rufipes
- Pterocomma salicicola
- Pterocomma saliciphagum
- Pterocomma salicis
- Pterocomma salijaponica
- Pterocomma sanguiceps
- Pterocomma sanpunum
- Pterocomma sinipopulifoliae
- Pterocomma smithiae
- Pterocomma tibetasalicis
- Pterocomma tremulae
- Pterocomma vignae
- Pterocomma xerophilae
- Pterocomma yezoense